# Estación de El Casar
El Casar es una estación de las líneas 3 y 12 del Metro de Madrid y de la línea C-3 de Cercanías Madrid ubicada junto a la avenida del Casar, en el barrio de Getafe Norte de Getafe (Comunidad de Madrid, España). Es la más cercana al recinto ferial del municipio y a la plaza de toros. La estación registró el acceso de 2 332 495 en 2021, correspondientes a los servicios de cercanías.

## Historia

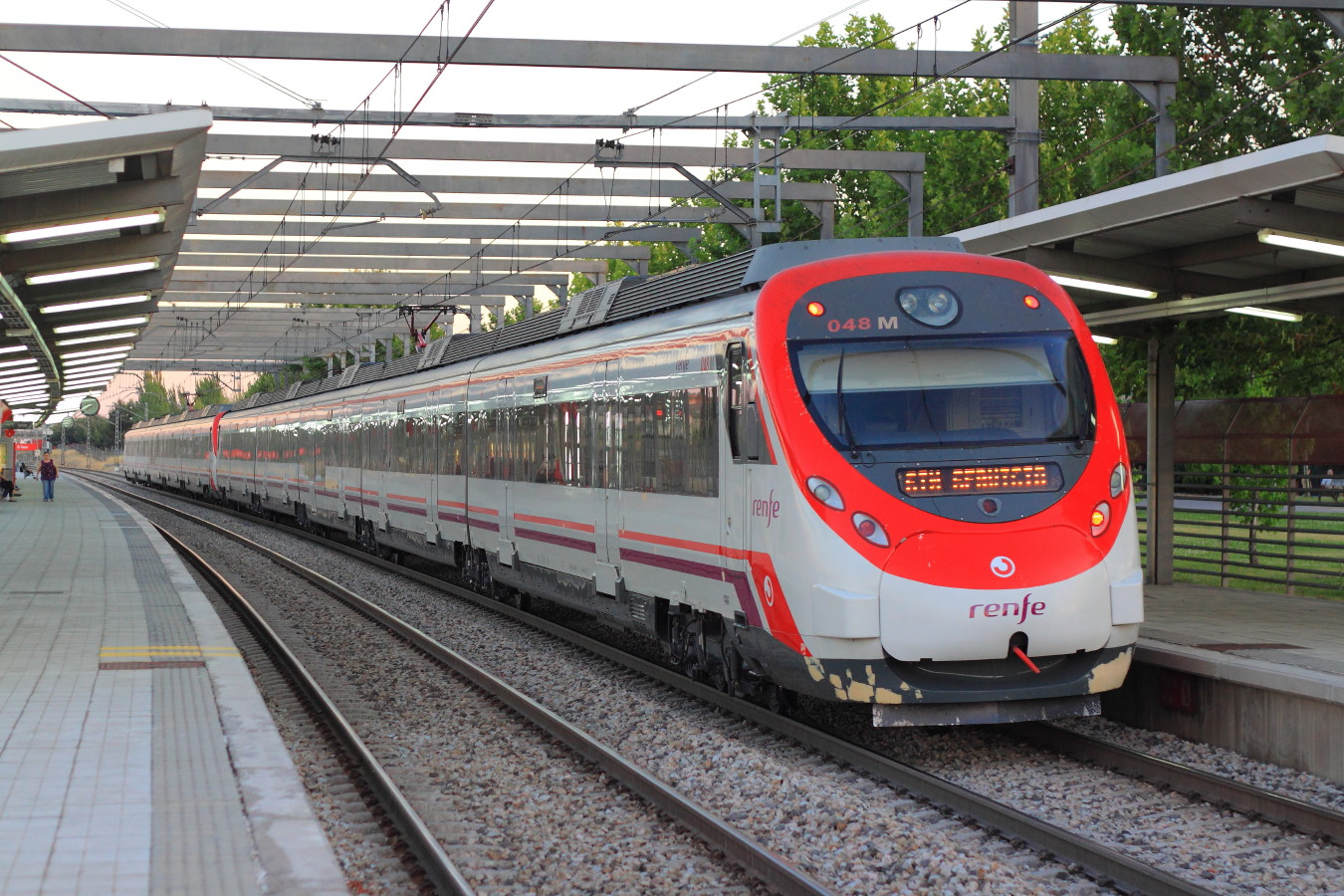
Un Civia de Renfe en los andenes de la estación de Cercanías.

La estación de cercanías se construyó sobre la línea Madrid-Aranjuez a la vez que se construía la estación de metro. Es la única de las conexiones metro-cercanías de Metrosur donde no existía estación de cercanías antes que de metro. Así abrió la línea 12 el conjunto de ambas estaciones al público el 11 de abril de 2003. Desde su apertura se reorganizó el esquema de paradas de los trenes CIVIS de manera que tienen parada en la estación además de Pinto, Valdemoro y Ciempozuelos.
Desde el 6 de julio de 2014, la estación de Metro permaneció cerrada por obras de mejora de las instalaciones de la línea 12 entre las estaciones de Arroyo Culebro y Los Espartales. El motivo de estas obras fue la reposición y mejora de las condiciones existentes en la plataforma de vía con una serie de trabajos de consolidación, sustitución del sistema de fijación de la vía, impermeabilización del túnel e incremento de la capacidad de la red de drenaje. Las actuaciones permitirán que los trenes puedan duplicar su velocidad al pasar por este tramo, llegando a circular a más de 70 km/h. El servicio se restableció el 8 de septiembre de 2014.
Con motivo de las obras de conexión con la línea 3 de Metro en esta estación, el tramo entre las estaciones de Juan de la Cierva y El Casar permaneció cerrado desde el 22 de marzo hasta el 31 de agosto de 2024. Existió un Servicio Especial de autobús gratuito con parada en el entorno de las estaciones afectadas. El servicio de Cercanías no se vio modificado.
Los andenes de la línea 3 fueron inaugurados el 21 de abril de 2025, junto con el nuevo aparcamiento disuasorio en superficie.

## Accesos
Vestíbulo El Casar

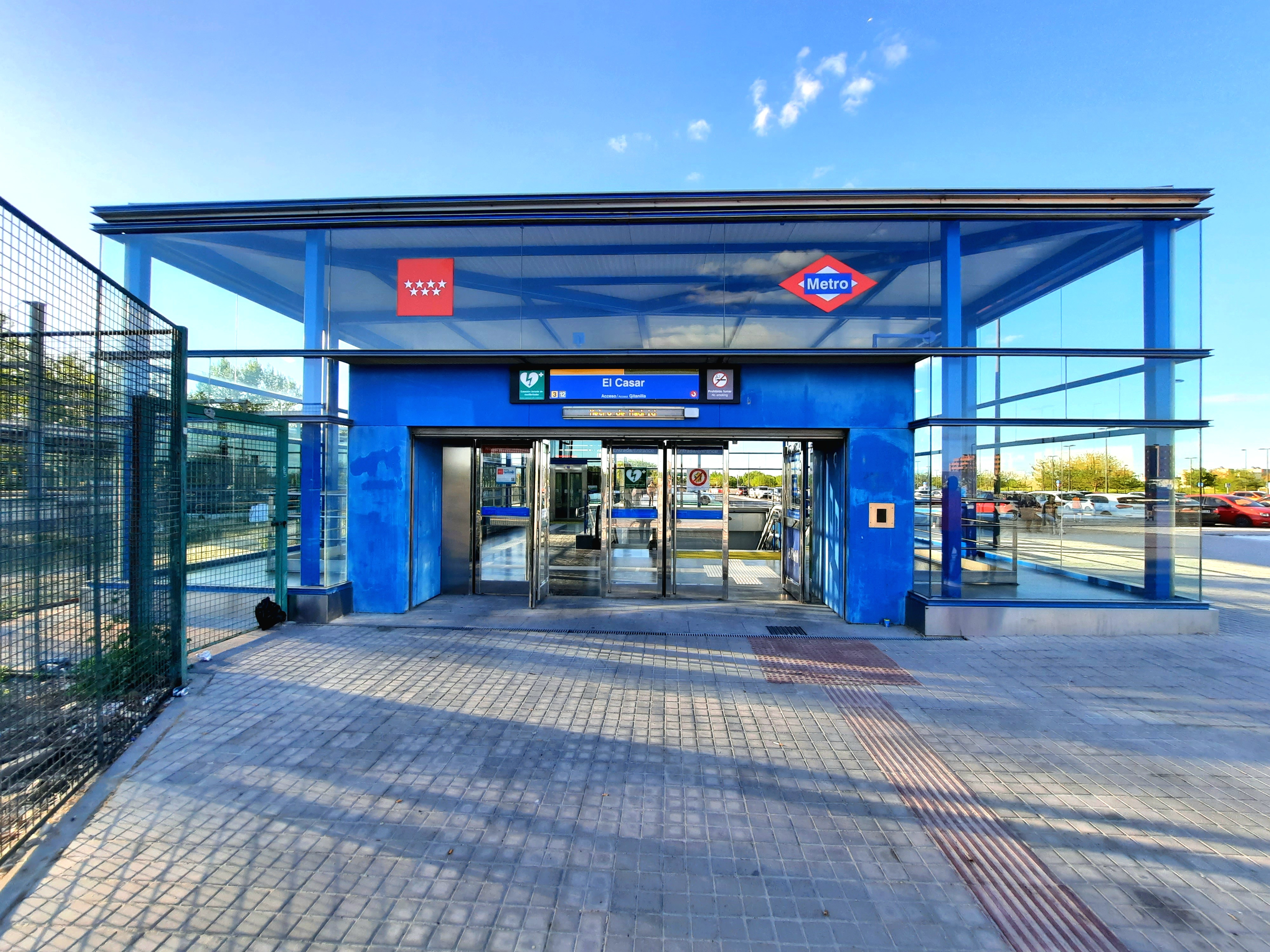
Acceso desde la calle Gitanilla

- Avenida del Casar Avda. del Casar (templete)
- Ascensor Avda. del Casar (fuera del templete)
- RENFE Abierto de 6:00 a 0:30 Límites Metro/Renfe en nivel -1

Vestíbulo Gitanilla
- Calle Gitanilla C/ Gitanilla (templete)
- Ascensor C/ Gitanilla (templete)
- RENFE Abierto de 6:00 a 0:30 Límites Metro/Renfe en nivel -1

## Líneas y conexiones

### Metro

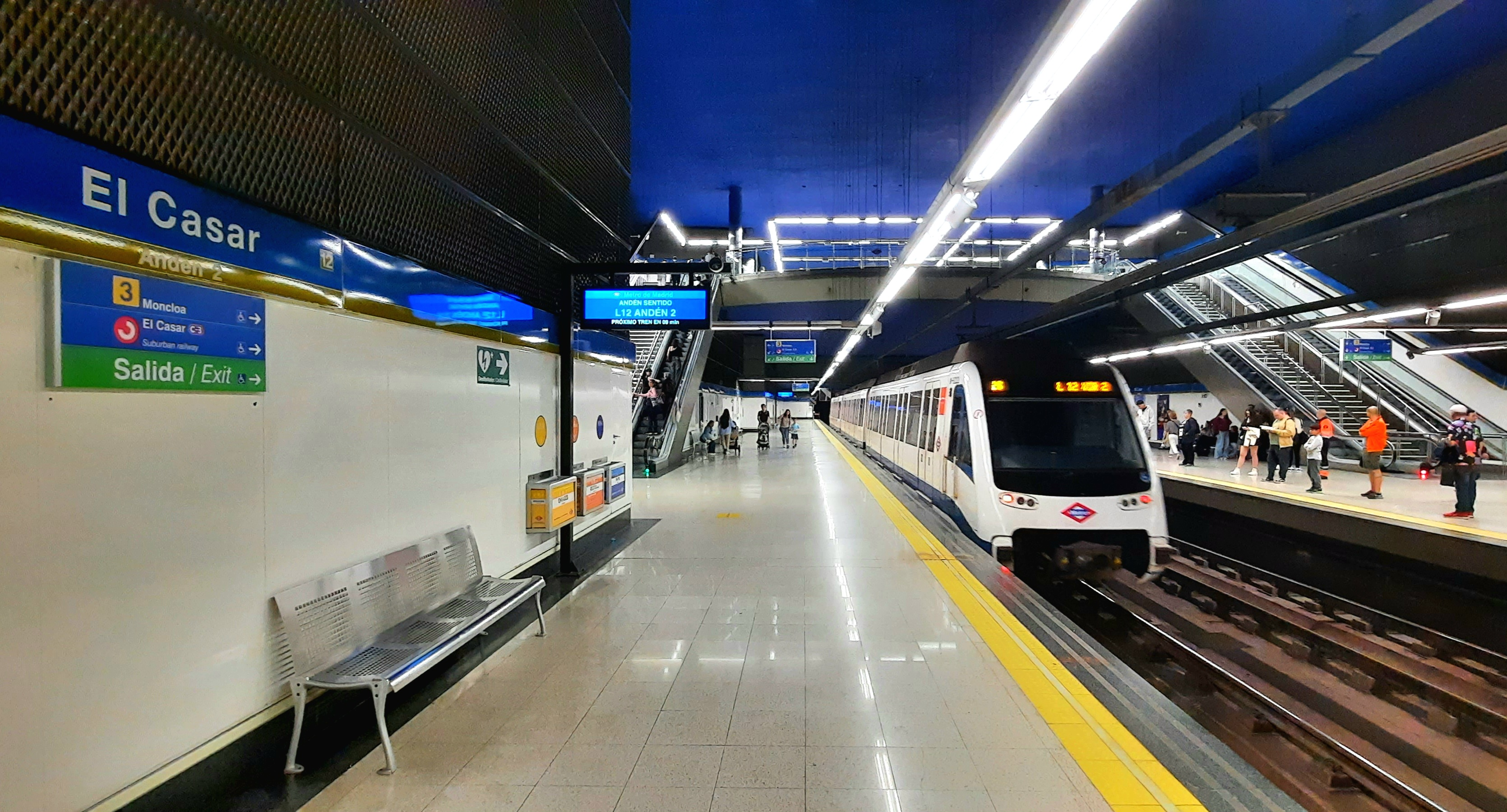
Vista general de los andenes de línea 12.

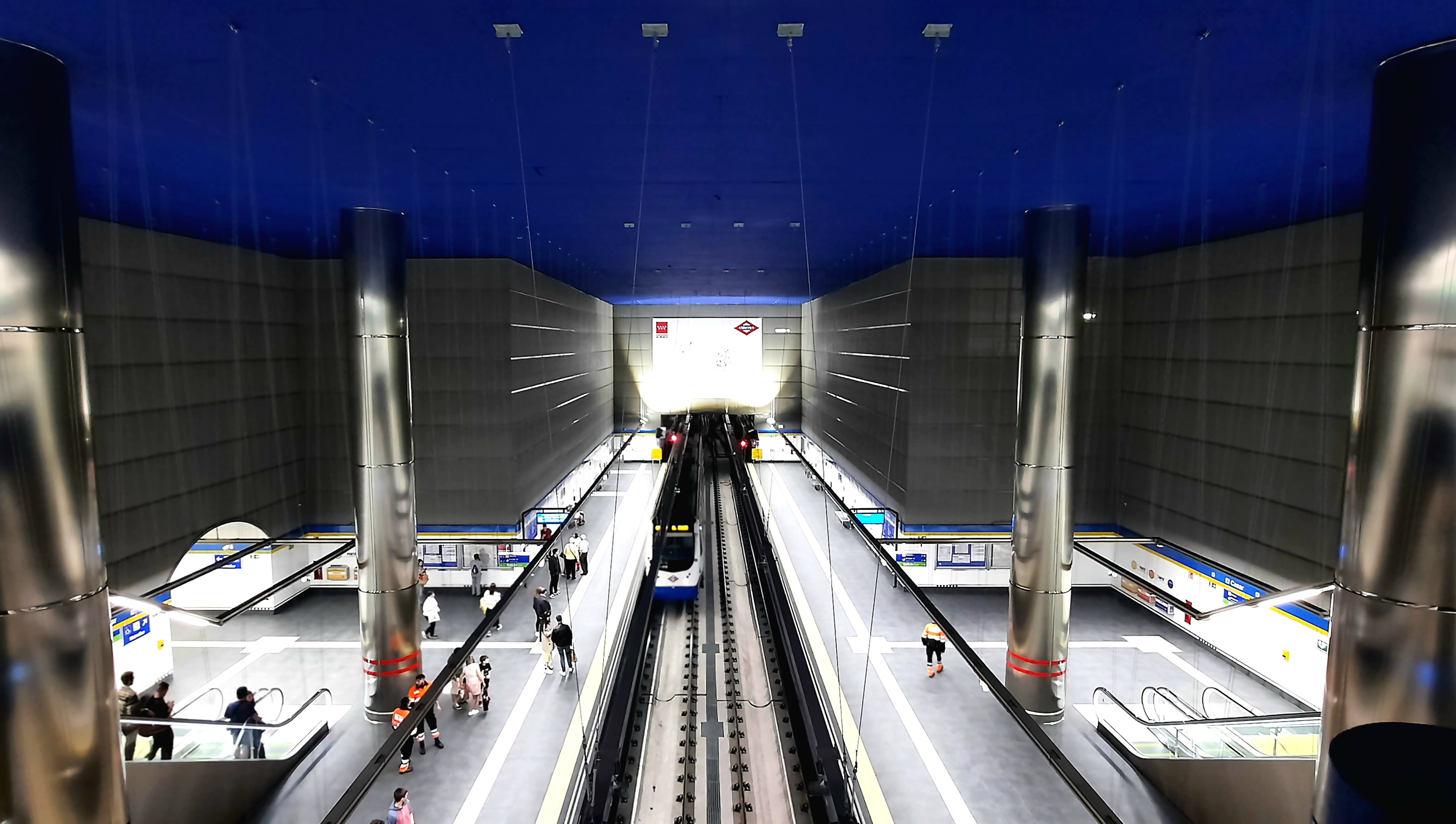
Interior de la estación de la línea 3

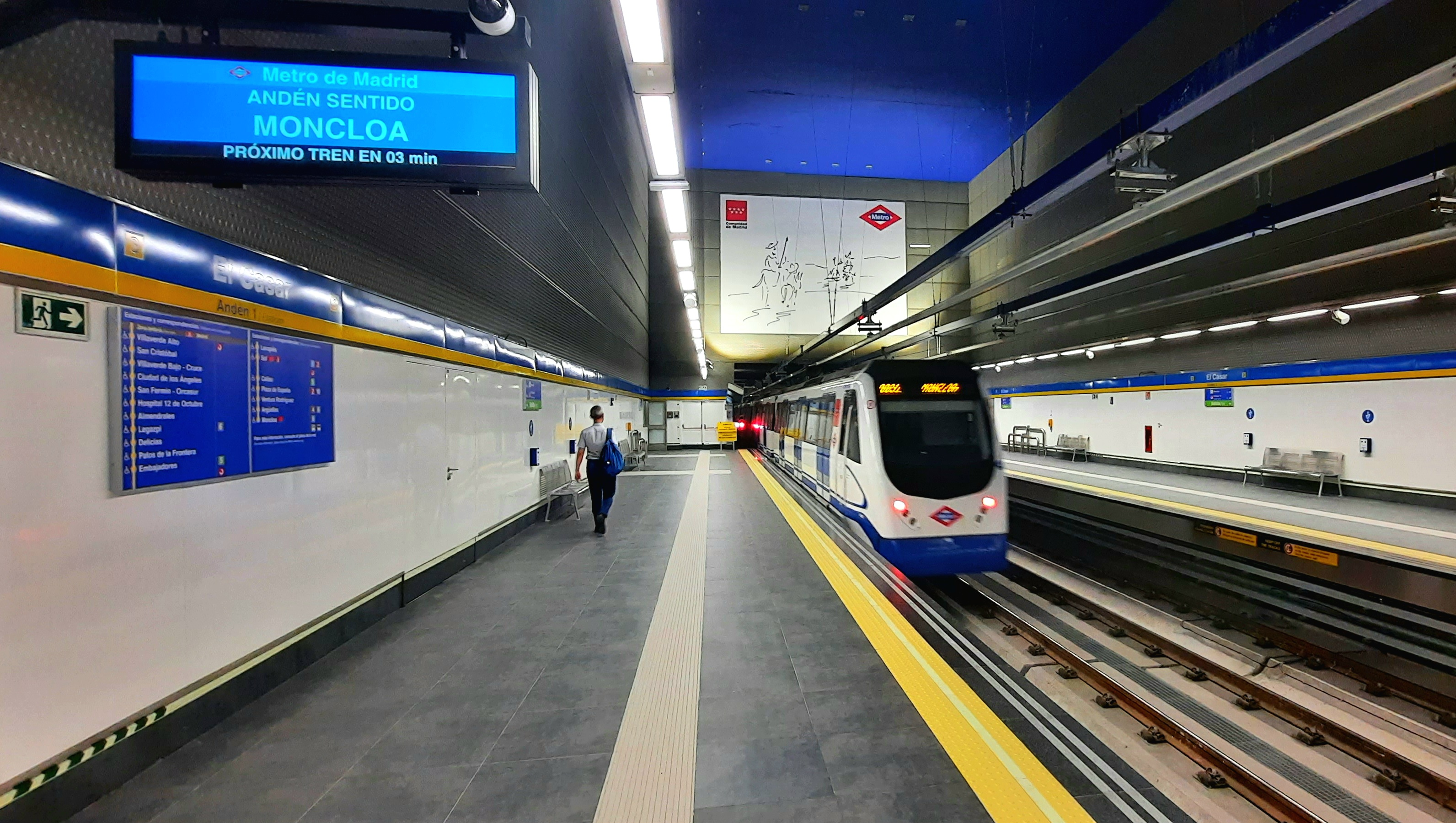
Vista general de los andenes de linea 3.

| << cabecera    | < estación        | línea | estación >      | cabecera >> |
| -------------- | ----------------- | ----- | --------------- | ----------- |
| final de línea | final de línea    |       | Villaverde Alto | Moncloa     |
| circular       | Juan de la Cierva |       | Los Espartales  | circular    |

### Cercanías
| procedencia/destino | < estación               | Línea | estación >        | destino/procedencia |
| ------------------- | ------------------------ | ----- | ----------------- | ------------------- |
| Chamartín           | San Cristóbal Industrial |       | Getafe Industrial | Aranjuez            |

### Autobuses
| Diurnos |                       |                                                      |                           |
| Línea   | Destino               | Parada                                               | Operador                  |
| 3       | Circular A            | 11724 Av. Rigoberta Menchú-Av. Rabia (N.º 10)        | Avanza Movilidad Integral |
| 3       | Circular B            | 11725 Av. Rigoberta Menchú-Manuela Malasaña (N.º 10) | Avanza Movilidad Integral |
| 4       | Pol. Ind. Los Ángeles | 21323 Maritornes - Est. El Casar                     | Avanza Movilidad Integral |
| 4       | Perales del Río       | 21324 Maritornes - Est. El Casar                     | Avanza Movilidad Integral |

| Diurnos   |                                   |                                                      |                           |
| Línea     | Destino                           | Parada                                               | Operador                  |
| 448       | Getafe (Hospital)                 | 11724 Av. Rigoberta Menchú-Av. Rabia (N.º 10)        | Avanza Movilidad Integral |
| 488       | Leganés (San Nicasio)             | 11724 Av. Rigoberta Menchú-Av. Rabia (N.º 10)        | Empresa Martín            |
| 448       | Madrid (Legazpi) (por Villaverde) | 11725 Av. Rigoberta Menchú-Manuela Malasaña (N.º 10) | Avanza Movilidad Integral |
| 488       | Getafe (Getafe Norte)             | 11725 Av. Rigoberta Menchú-Manuela Malasaña (N.º 10) | Empresa Martín            |
| 447       | Madrid (Legazpi)                  | 21323 Maritornes - Est. El Casar                     | Avanza Movilidad Integral |
| 447       | Getafe (Hospital)                 | 21324 Maritornes - Est. El Casar                     | Avanza Movilidad Integral |
| Nocturnos |                                   |                                                      |                           |
| Línea     | Destino                           | Parada                                               | Operador                  |
| N805      | Getafe (Los Molinos)              | 21323 Maritornes - Est. El Casar                     | Avanza Movilidad Integral |
| N805      | Madrid (Atocha)                   | 21324 Maritornes - Est. El Casar                     | Avanza Movilidad Integral |

## Críticas
A pesar de tratarse de una estación de Metro y Cercanías de reciente construcción, no está exenta de críticas por la falta de equipamientos que se consideran básicos en un nudo de transportes. Uno de los equipamientos más exigidos es la instalación de aparcamientos para bicicletas, ya que la combinación de transporte de bicicleta y ferrocarril es de las más usadas en la ciudad.[cita requerida]
La infraestructura de Adif, a su paso por Getafe, separa los barrios de Getafe Norte y Los Molinos, este último de nueva construcción, cuyas primeras viviendas fueron entregadas a mediados de 2011. Desde el principio, ambos barrios han estado incomunicados entre sí por la presencia de las vías del tren. Dado el aislamiento entre ambos barrios, y desde las primeras obras de urbanización y primeros bloques de viviendas en construcción, los propios obreros accedían a los terrenos de Los Molinos cruzando las vías del tren, a través de roturas en las vallas que cercaban el terreno. Pocos años después, y entregadas las primeras viviendas, la incomunicación persistía, y los primeros vecinos de Los Molinos empezaron a utilizar aquellos mismos accesos "alegales", para acceder a la estación de El Casar, y para acceder al barrio vecino. Durante muchos meses (y años) ninguna institución se ha hecho cargo ni se ha responsabilizado de esta peligrosa situación, ni de la precariedad de los accesos.
A mediados de 2012 (un año después de las primeras viviendas entregadas), se terminó la construcción de un aparcamiento disuasorio, anexo a la estación de El Casar, en el lado de Los Molinos. No obstante, seguía sin haber acceso a la estación de El Casar, ni accesos que comunicaran ambos barrios (Getafe Norte y Los Molinos).
El 25 de marzo de 2013, y con muchísimos meses de retraso, el ayuntamiento de Getafe inauguró dos pasarelas peatonales y un paso vial subterráneo que comunica ambos barrios vecinos. Pero ese mismo día, y sin avisar, cerraron el único hueco en la valla que quedaba por cerrar, y que daba acceso a la estación de El Casar. Antes, los vecinos de Los Molinos, tenían un acceso a la estación (en estado muy deficiente y precario), pero desde entonces no pueden acceder a la estación de El Casar. De hecho, no existe conexión entre el aparcamiento disuasorio y la estación.
Muchos vecinos han solicitado un acceso seguro a la estación desde hace mucho tiempo. Hasta ahora, el ayuntamiento de Getafe dejaba el asunto en responsabilidad de Adif. Por su parte, Adif dejaba el asunto bajo la responsabilidad del Consorcio Urbanístico del barrio (formado 40% por el ayuntamiento de la localidad, y 60% por la Comunidad de Madrid), argumentando que dicho C.U. ya tiene todos los permisos necesarios. Sin embargo, el 19 de julio de 2013 el Consejo de Administración del Consorcio Urbanístico de Los Molinos-Buenavista ha aprobado una partida de más de millón y medio de euros para realizar una conexión peatonal directa entre el barrio y la estación de Renfe de El Casar. El acceso a la estación desde el barrio de Los Molinos se inauguró finalmente el 28 de febrero de 2017.